# In viaggio con la zia (film)
In viaggio con la zia (Travels with My Aunt) è un film diretto da George Cukor, tratto dal romanzo di Graham Greene, che, nel 1972, segnò il ritorno del regista alla MGM.

## Trama
Un impiegato londinese viene sradicato dalla sua vita tranquilla e dalla coltivazione delle dalie da un'eccentrica zia che lo porta in giro per il mondo, in un turbine inarrestabile di avventure scombinate.

## Riconoscimenti
- 1973 - Premio Oscar
  - Migliori costumi a Anthony Powell
  - Nomination Miglior attrice protagonista a Maggie Smith
  - Nomination Migliore fotografia a Douglas Slocombe
  - Nomination Migliore scenografia a John Box, Gil Parrondo e Robert W. Laing
- 1973 - Golden Globe
  - Nomination Miglior film commedia o musicale
  - Nomination Miglior attrice in un film commedia o musicale a Maggie Smith
  - Nomination Miglior attore non protagonista a Alec McCowen
- 1974 - Premio BAFTA
  - Nomination Migliore fotografia a Douglas Slocombe